# سفارة كوريا الجنوبية في بيرو
سفارة كوريا الجنوبية في بيرو هي أرفع تمثيل دبلوماسي لدولة كوريا الجنوبية لدى بيرو. تقع السفارة في ليما وهي تهدف لتعزيز المصالح الكورية جنوبية في بيرو.

## وصلات خارجية
- قائمة سفارات كوريا الجنوبية
- قائمة السفارات في بيرو